# Erebia argenteopuncta
Erebia argenteopuncta är en fjärilsart som beskrevs av Romei 1927. Erebia argenteopuncta ingår i släktet Erebia och familjen praktfjärilar. Inga underarter finns listade i Catalogue of Life.